# 3 000 mètres féminin aux championnats du monde d'athlétisme en salle 2012
Navigation
2010 2014
Le 3 000 mètres féminin des Championnats du monde en salle 2012 a lieu les 9 et 11 mars dans l'Ataköy Athletics Arena.

## Records et performances

### Records
Les records du 3 000 m femmes (mondial, des championnats et par continent) étaient avant les championnats 2012, les suivants :
| Record du monde           | Meseret Defar     | Éthiopie         | 8 min 23 s 72 | Stuttgart | 3 février 2007  |
| Record des championnats   | Elly van Hulst    | Pays-Bas         | 8 min 33 s 82 | Budapest  | 4 mars 1989     |
| Record d'Afrique          | Meseret Defar     | Éthiopie         | 8 min 23 s 72 | Stuttgart | 3 février 2007  |
| Record d'Asie             | Dong Yanmei       | Chine            | 8 min 41 s 34 | Lisbonne  | 10 mars 2001    |
| Record d'Amérique du Nord | Shalane Flanagan  | États-Unis       | 8 min 33 s 25 | Boston    | 27 janvier 2007 |
| Record d'Amérique du Sud  | Letitia Vriesde   | Suriname         | 9 min 07 s 08 | La Haye   | 31 janvier 1993 |
| Record d'Europe           | Liliya Shobukhova | Russie           | 8 min 27 s 86 | Moscou    | 17 février 2006 |
| Record d'Océanie          | Kimberley Smith   | Nouvelle-Zélande | 8 min 38 s 14 | Boston    | 27 janvier 2007 |

### Bilans mondiaux
Les bilans mondiaux avant la compétition étaient :
| 1  | Meseret Defar          | Éthiopie    | 8 min 31 s 56 |
| 2  | Hellen Onsando Obiri   | Kenya       | 8 min 35 s 35 |
| 3  | Gelete Burka           | Éthiopie    | 8 min 36 s 59 |
| 4  | Mariem Alaoui Selsouli | Maroc       | 8 min 36 s 87 |
| 5  | Svitlana Shmidt        | Ukraine     | 8 min 41 s 01 |
| 6  | Sylvia Jebiwott Kibet  | Kenya       | 8 min 43 s 54 |
| 7  | Meselech Melkamu       | Éthiopie    | 8 min 43 s 93 |
| 8  | Helen Clitheroe        | Royaume-Uni | 8 min 45 s 59 |
| 9  | Gotytom Gebreslase     | Éthiopie    | 8 min 46 s 01 |
| 10 | Siham Hilali           | Maroc       | 8 min 46 s 17 |

## Résultats

### Finale
| Rang               | Athlète               | Nation      | Temps         | Note |
| ------------------ | --------------------- | ----------- | ------------- | ---- |
| Médaille d'or      | Hellen Onsando Obiri  | Kenya       | 8 min 37 s 16 |      |
| Médaille d'argent  | Meseret Defar         | Éthiopie    | 8 min 38 s 26 |      |
| Médaille de bronze | Gelete Burka          | Éthiopie    | 8 min 40 s 18 |      |
| 4                  | Sylvia Jebiwott Kibet | Kenya       | 8 min 40 s 50 | PB   |
| 5                  | Shitaye Eshete        | Bahreïn     | 8 min 51 s 88 |      |
| 6                  | Lidia Chojecka        | Pologne     | 8 min 56 s 86 |      |
| 7                  | Helen Clitheroe       | Royaume-Uni | 8 min 59 s 04 |      |
| 8                  | Sara Hall             | États-Unis  | 8 min 59 s 95 |      |
| 9                  | Svitlana Shmidt       | Ukraine     | 9 min 03 s 99 |      |
| 10                 | Jackie Areson         | États-Unis  | 9 min 12 s 50 | SB   |
| 11                 | Alia Saeed Mohammed   | UAE         | 9 min 15 s 74 |      |
| —                  | Nataliya Tobias       | Ukraine     | —             | DSQ  |

### Séries
| Place | Athlète               | Nation              | Temps         | Note  |
| ----- | --------------------- | ------------------- | ------------- | ----- |
| 1     | Meseret Defar         | Éthiopie            | 9 min 11 s 76 | Q     |
| 2     | Sylvia Jebiwott Kibet | Kenya               | 9 min 11 s 91 | Q     |
| 3     | Svitlana Shmidt       | Ukraine             | 9 min 12 s 39 | Q     |
| 4     | Jackie Areson         | États-Unis          | 9 min 12 s 62 | Q, SB |
| 5     | Betlhem Desalegn      | Émirats arabes unis | 9 min 12 s 63 |       |
| 6     | Tejitu Daba           | Bahreïn             | 9 min 15 s 96 |       |
| 7     | Silvia Weissteiner    | Italie              | 9 min 16 s 59 |       |
| 8     | Dudu Karakaya         | Turquie             | 9 min 16 s 85 |       |
| 9     | Yuliya Vasilyeva      | Russie              | 9 min 17 s 60 |       |
| 10    | Claudette Mukasakindi | Rwanda              | 9 min 26 s 89 | NR    |
| 11    | Paula González        | Espagne             | 9 min 31 s 09 |       |

| Place | Athlète              | Nation              | Temps         | Note |
| ----- | -------------------- | ------------------- | ------------- | ---- |
| 1     | Gelete Burka         | Éthiopie            | 9 min 01 s 32 | Q    |
| 2     | Hellen Onsando Obiri | Kenya               | 9 min 01 s 36 | Q    |
| 3     | Shitaye Eshete       | Bahreïn             | 9 min 02 s 13 | Q    |
| 4     | Helen Clitheroe      | Royaume-Uni         | 9 min 02 s 27 | q    |
| 5     | Sara Hall            | États-Unis          | 9 min 02 s 49 | q    |
| 6     | Alia Saeed Mohammed  | Émirats arabes unis | 9 min 02 s 56 | q    |
| 7     | Lidia Chojecka       | Pologne             | 9 min 02 s 93 | q    |
| 8     | Kristina Khaleeva    | Russie              | 9 min 07 s 13 |      |
| 9     | Layes Abdullayeva    | Azerbaïdjan         | 9 min 08 s 41 | SB   |
| —     | Nataliya Tobias      | Ukraine             | DQ            |      |

## Légende
Records et Performances
- AR : Record continental (area record)
- CR : Record des championnats (championship record)
- MR : Record du meeting (meet record)
- NR : Record national (national record)
- OR : Record olympique (olympic record)
- PR : Record paralympique (paralympic record)
- PB : Record personnel (personal best)
- SB : Meilleure performance personnelle de la saison (season's best)
- WL : Meilleure performance mondiale de l'année (world leader)
- WJR : Record du monde junior (world junior record)
- WR : Record du monde (world record)

Circonstances et Conditions
- DNF : N'a pas terminé (did not finish)
- DNS : N'a pas pris le départ (did not start)
- DQ : Disqualification (disqualification)
- NM : Aucun essai valable enregistré (No Mark)
- Q : Qualifié « directement » au prochain tour (ou à la prochaine compétition), lors d'une compétition majeure, grâce au classement ou à la réalisation des minima (automatic qualifier)
- q : Qualifié au prochain tour (ou à la prochaine compétition), lors d'une compétition majeure, grâce au repêchage ou à la réalisation de l'une des meilleures performances parmi celles des « non qualifiés directement » (grâce au meilleur temps ou à la meilleure distance par exemple) (secondary qualifier)